# Paraneetroplus melanurus
Paraneetroplus melanurus är en fiskart som först beskrevs av Günther 1862.  Paraneetroplus melanurus ingår i släktet Paraneetroplus och familjen Cichlidae. Inga underarter finns listade i Catalogue of Life.